# إدرورفيا فيرايسي

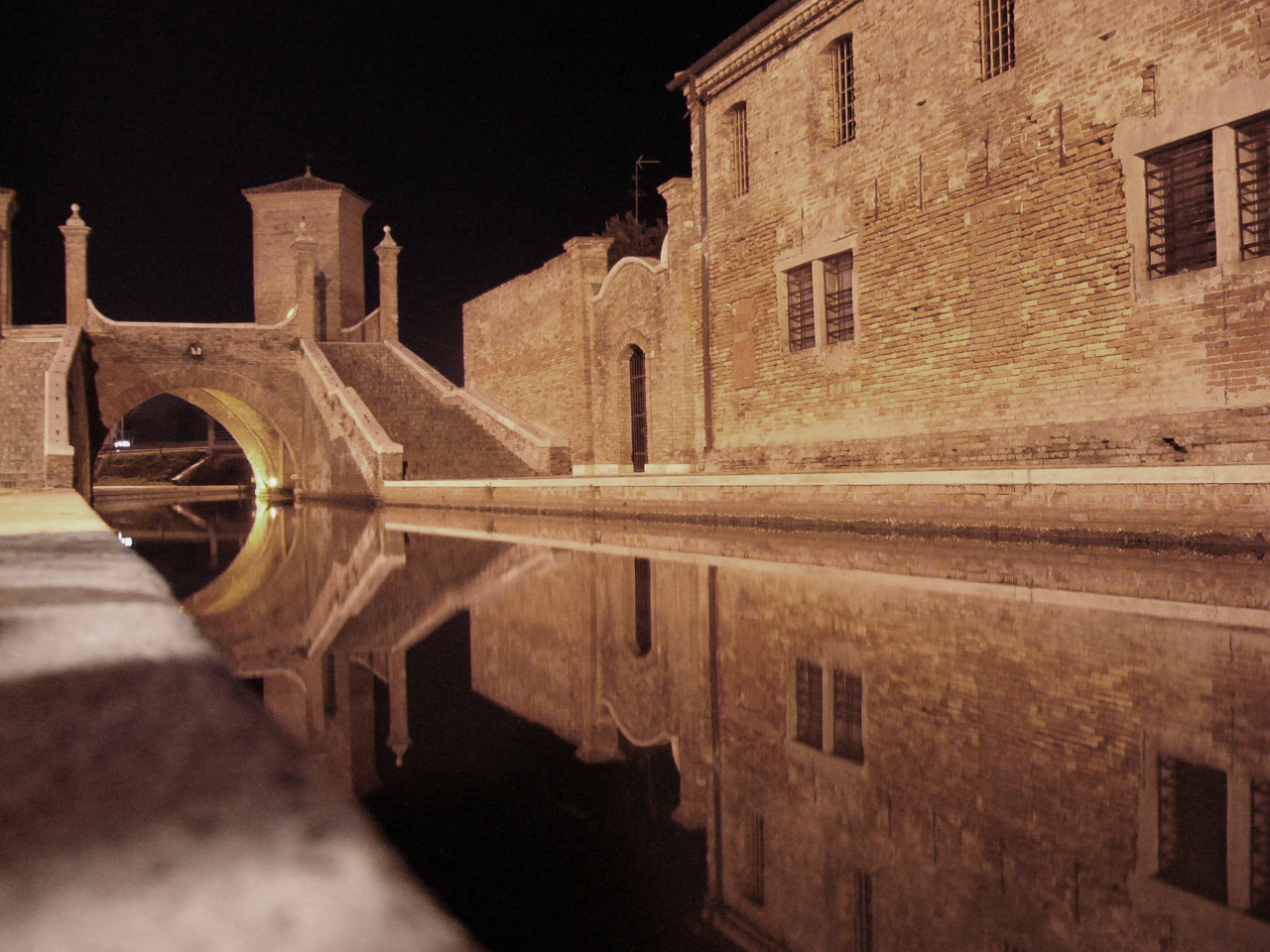
كوماتشيو ليلا

إدرورفيا فيرايسي (ممر مائي في فيرارا) هي 70 كيلومتر من المياه الصالحة للملاحة في مقاطعة فيرارا الإيطالية ، وتقع داخل منتزه دلتا بو [الإنجليزية] . وهو يربط نهر بو (بادي) في بونتيلاجوسكورو ( أحد الفراتسيوني في فيرارا ) بالبحر الأدرياتيكي في بورتو غاريبالدي [الإنجليزية] ( أحد الفراتسيوني في كوماتشيو ). يتكون الممر المائي، الذي يمكن الملاحة فيه بواسطة القوارب، من قناة بويسيلي [الإنجليزية] التي تمتد من بونتيلاجوسكورو إلى فيرارا (5.5 كم)، وفرع فولانو من نهر بو [الإنجليزية] الذي يمتد من فيرارا إلى فيسكاجليا دي ميجليارينو [الإنجليزية] (34.5 كم) وقناة ميجليارينو-بورتو جاريبالدي [الإنجليزية] التي تمتد من ميليارينو إلى البحر (30 كم).

## روابط خارجية
- بروفينسيا دي فيرارا - كوس ليدروفيا باللغة الإيطالية</link> من الموقع الرسمي لمقاطعة فيرارا.